# Platja de les Carboneres
La platja de les Carboneres és una platja del municipi de Llançà (Alt Empordà), situada en un entorn residencial, al sud del Port de Llançà. Té una longitud d'uns 25 m, formada per sorra i còdols, amb un pendent d'entrada a l'aigua moderat. Orientada a nord-est, està arrecerada de la tramuntana.
El nom prové de l'extracció del carbó de pedra que hi havia en aquest paratge al segle XVIII.